# Ducado de Lorena
El Ducado de Lorena (en francés, duché de Lorraine; en alemán, Herzogtum Lothringen) fue un ducado que a grandes rasgos se corresponde con lo que modernamente sería la región de Lorena en el noreste de Francia, con capital en Nancy.
Se fundó en 959 como resultado de la división del reino de Lotaringia en dos ducados separados: la Baja Lorena y la Lorena Superior. Ambos ducados formaban la parte occidental del Sacro Imperio Romano Germánico. El ducado inferior fue desmantelado pronto, mientras que la Lorena Superior pasó a ser conocida simplemente como el ducado de Lorena. El ducado de Lorena perdió muchos territorios, como los Trois-Evêchés (los tres obispados: Metz, Toul y Verdún) y el condado de Bar, y fue codiciado y brevemente ocupado por los duques de Borgoña y los reyes de Francia. 
En 1737, el ducado pasó a Estanislao I Leszczynski, el anterior rey de Polonia —había perdido su trono como resultado de la guerra de Sucesión Polaca—, con el acuerdo de que iría a la Corona francesa a su muerte. Cuando Stanisław falleció el 23 de febrero de 1766, Lorena fue anexionada por Francia y reorganizada como una provincia de esta.

## Historia

### Lotaringia
El predecesor de Lorena, la Lotaringia, fue un reino carolingio independiente bajo el gobierno del rey Lotario II (855–869). Su territorio había sido originalmente parte de la Francia Media, creada en 843 por el Tratado de Verdún, cuando el imperio carolingio fue dividido entre los tres hijos de Ludovico Pío. La Francia Media fue entregada al emperador Lotario I, a partir de ese momento llamada Lotharii Regnum. A su muerte en 855, se dividió aún más en tres partes, de las cuales su hijo Lotario II tomó la septentrional. Su reino entonces comprendía un territorio más amplio que iba desde el condado de Borgoña en el sur al mar del Norte. En francés, esta zona pasó a ser conocida como Lorraine, mientras que en alemán, con el tiempo fue conocida como Lothringen. En el idioma alemánico que se habló en el pasado en Lorena, el sufijo -ingen indicaba propiedad; así en su sentido figurativo, "Lotharingen" puede traducirse como "Tierra perteneciente a Lotario".
Al morir Lotario II sin herederos, su territorio fue dividido por el tratado de Meerssen de 870 entre la Francia Occidental y la Oriental y finalmente pasó a dominio de los francos del Este en su conjunto, por el tratado de Ribemont de 880. Después de que desaparecieran los carolingios francos del Este con la muerte de Luis el Niño en 911, Lotaringia de nuevo se unió a Francia Occidental, pero fue conquistada por el rey alemán Enrique I el Pajarero en 925. Implicado en el conflicto con su rival Hugo el Grande, en 942 el rey Luis IV de Francia renunció a toda pretensión sobre la Lotaringia.

### Ducado de Lorena Superior

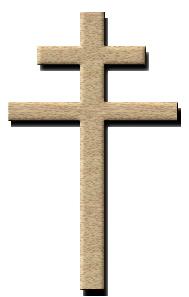
Cruz de Lorena, símbolo de Lorena desde el siglo XV

En 953, el rey alemán Otón I nombró a su hermano Bruno el Grande duque de Lotaringia. En 959, Bruno dividió el ducado en Baja y Alta Lorena; esta división se hizo permanente después de su muerte en 965. El ducado superior estaba aguas arriba en el sistema fluvial, esto es, quedaba tierra adentro y hacia el sur. La Lorena Superior fue denominada primero Ducado del Mosela, tanto en las cartas como en fuentes narrativas, y su duque era el dux Mosellanorum. El uso de Lotharingia Superioris y Lorraine en documentos oficiales empezó más adelante, alrededor del siglo XV. El primer duque y delegado de Bruno fue Federico I de Bar, yerno de la hermana de Bruno, Hedwige de Sajonia.

Lotaringia dividida, alrededor de 1000:
Alsacia (cedida a Suabia en 925)
Lorena Superior desde el 928
Baja Lorena desde el 977

La Baja Lorena se desintegró en varios territorios más pequeños y solo el título de «duque de Lothier» se conservó, propiedad de Brabante. Después de que el ducado del Mosela pasara a posesión de Renato de Anjou, el nombre «ducado de Lorena» fue adoptado de nuevo, solo retrospectivamente llamada «Lorena Superior». En esa época, varios territorios ya se habían separado, como el condado de Luxemburgo, el Electorado de Tréveris, el Condado de Bar y los Trois-Evêchés (tres obispados) de Verdún, Metz y Toul.
La frontera entre el Imperio y el reino de Francia permaneció relativamente estable a lo largo de la Edad Media. En 1301, el conde Enrique III de Bar tenía que recibir la parte occidental de sus tierras (Barrois mouvant) como feudo del rey Felipe IV de Francia. En 1475, el duque borgoñón Carlos el Temerario hizo campaña por el ducado de Lorena, pero fue finalmente derrotado y muerto en la batalla de Nancy de 1477. Por el Tratado de Chambord de 1552, una serie de príncipes imperiales protestantes alrededor del elector Mauricio de Sajonia cedió los tres obispados al rey Enrique II de Francia a cambio de su apoyo.

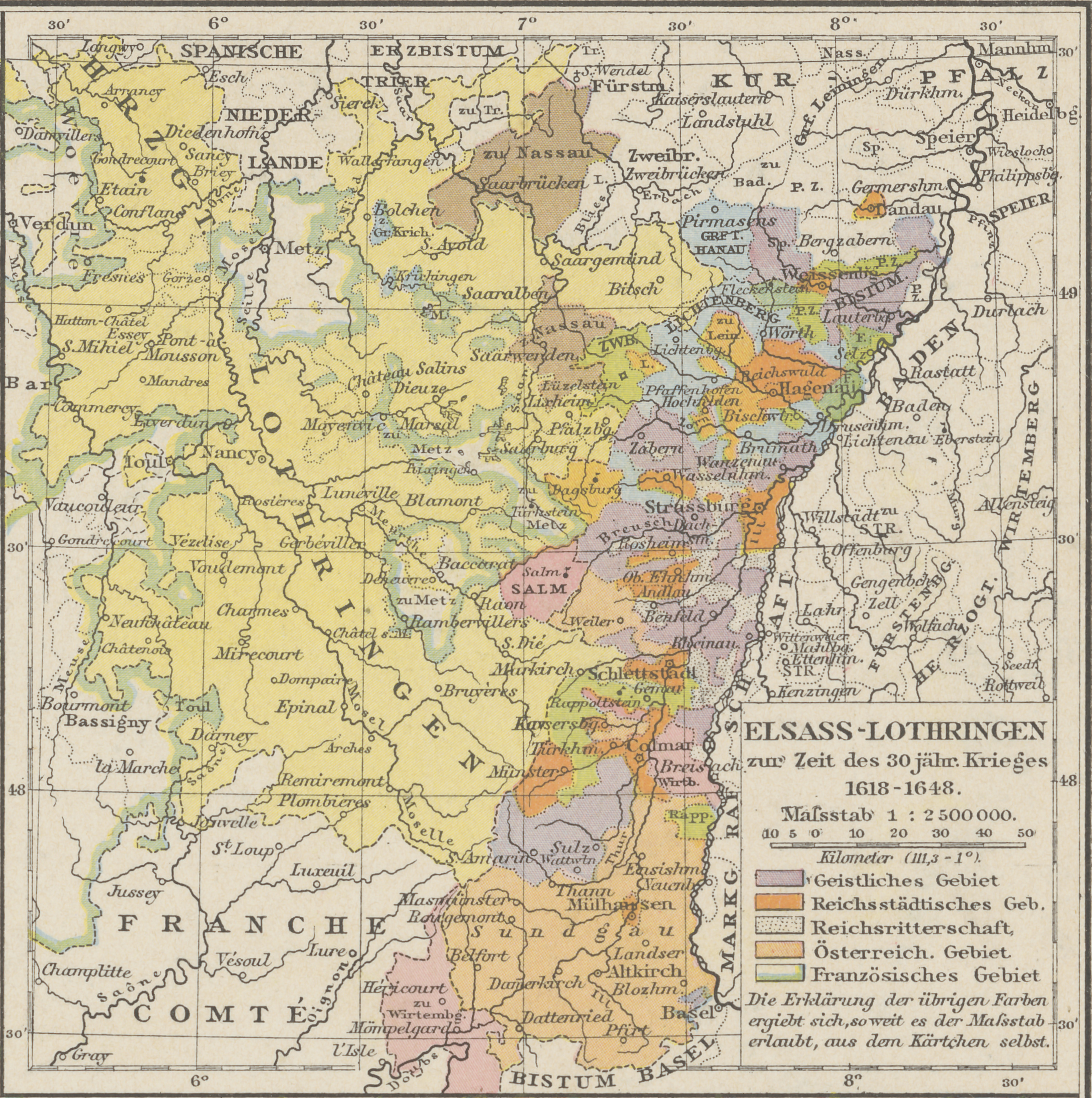
1618-1648

Mapa del ducado de Lorena en 1756, mostrando los municipios de acuerdo a la actual división administrativa.

En el siglo XVII, los reyes franceses empezaron a ambicionar Lorena. Mientras la autoridad imperial central empezaba a decaer en el curso de la guerra de los Treinta Años, el cardenal Richelieu urgió la ocupación del ducado en 1641. Francia de nuevo tuvo que abandonarlo entregándoselo a Carlos IV de Lorena después del Tratado de los Pirineos, que, sin embargo, otorgó a Francia las ciudades de Clermont-en-Argonne, Stenay y Dun-sur-Meuse que incluyó en la provincia de los Tres Obispados.
En 1670, los franceses la invadieron de nuevo, forzando al duque a huir y exiliarse en Viena donde murió siendo su sucesor Carlos V de Lorena, que formó fuertes lazos con la imperial casa de Habsburgo. Francia ocupó el ducado durante casi treinta años pero lo devolvió a Leopoldo I de Lorena en el Tratado de Ryswick , que puso fin a la guerra de los Nueve Años en 1697. Durante la guerra de sucesión española, partes de Lorena, incluyendo la capital, Nancy, fueron de nuevo ocupadas por Francia, pero el duque Leopoldo José siguió reinando en el Château de Lunéville.

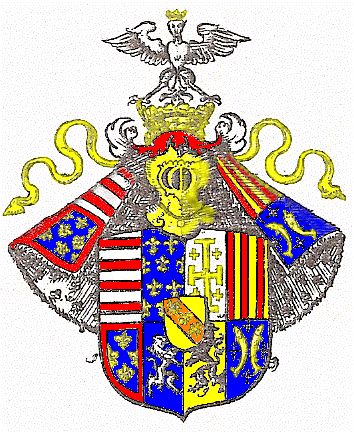
Escudo de armas completo del ducado, Siebmachers Wappenbuch, 1703

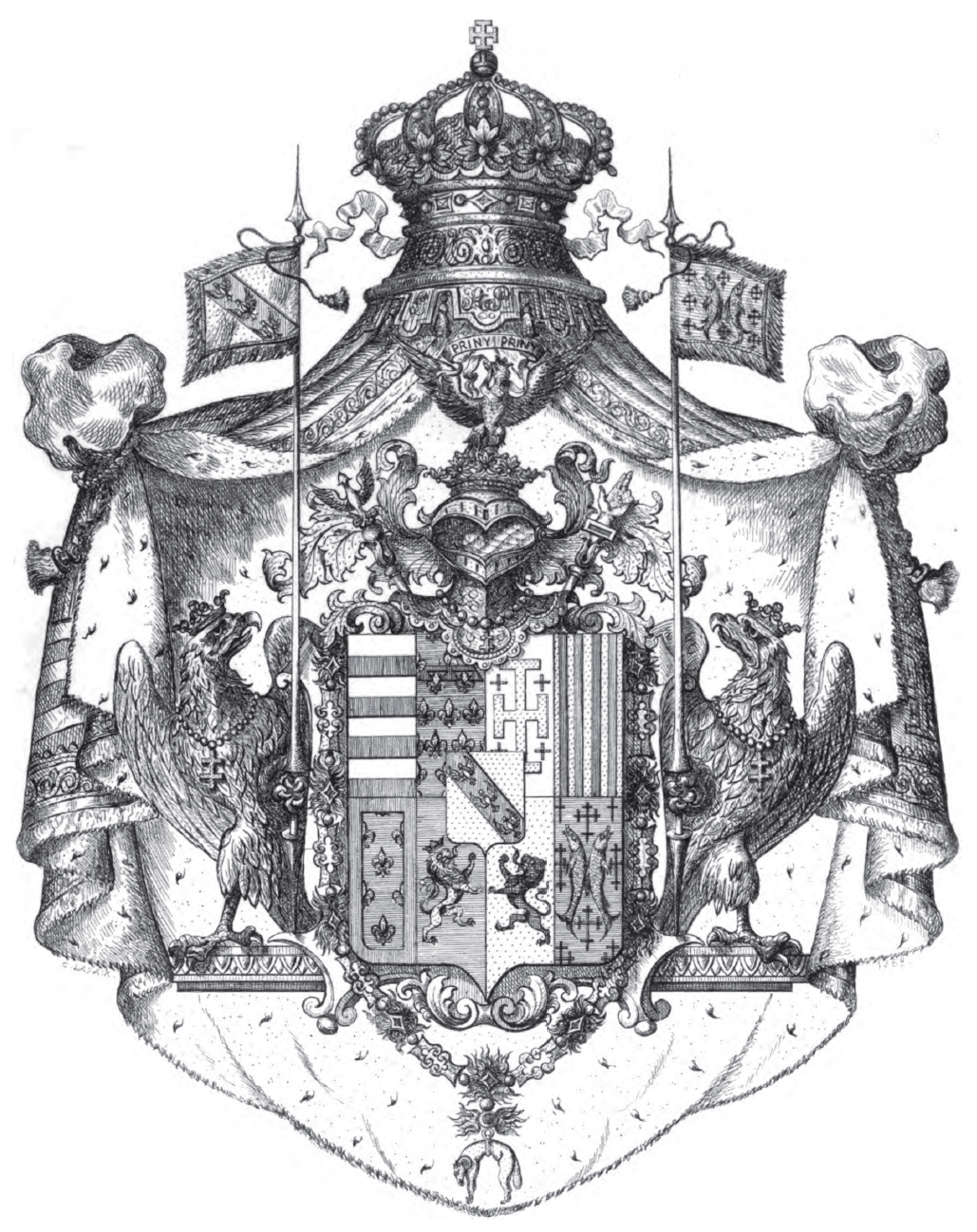
Blasón del ducado (1697)

En 1737, después de la guerra de sucesión polaca, Lorena fue parte de un acuerdo entre Francia, la casa de Habsburgo y la casa lorenesa de Vaudémont: el ducado fue entregado a Estanislao I Leszczynski, el anterior rey de Polonia y suegro del rey Luis XV de Francia, quien, a pesar del apoyo francés, había perdido en favor del candidato sostenido por Rusia y Austria en la guerra de sucesión polaca. El duque lorenés Francisco Esteban, prometido con la hija del emperador, la archiduquesa María Teresa, fue compensado con el Gran Ducado de Toscana, ya que el último gobernante Médicis había muerto hacía poco sin descendencia. Francia también prometió apoyar a María Teresa en su empeño de heredar las posesiones de los Habsburgo merced a la Pragmática Sanción de 1713. Leszczyński recibió Lorena con el entendimiento de que volvería a la Corona francesa a su muerte. Cuando Stanisław falleció el 23 de febrero de 1766, Lorena fue anexionada a Francia y organizada como una más de sus provincias.

### Entre Francia y Alemania
Lorena siguió siendo parte de Francia, pero su parte norteña, conocida como Mosela, junto con Alsacia, en gran medida regiones de habla alemana, fueron anexionadas por el recientemente fundado Imperio alemán, después de la guerra franco-prusiana, y se prohibió el idioma francés. Los territorios no fueron anexionados por ningún estado del Imperio ni se organizó como un estado separado, pero fue gobernado como el Reichsland Elsass-Lothringen bajo un gobernador directamente nombrado por el emperador alemán. Alsacia-Lorena siguió siendo parte de Alemania hasta después de la Primera Guerra Mundial, cuando Francia ocupó la zona y se la anexionó. Empezaron entonces las políticas prohibiendo el uso del idioma alemán y exigiendo que se hablara francés, así como expulsiones de alemanes que se habían traslaado a la región después de 1871.
En 1940, la Alemania nazi volvió a anexionarse Alsacia-Lorena durante la Segunda Guerra Mundial, combinando Mosela con el Saarland y Alsacia con Baden. El idioma francés fue de nuevo prohibido y la educación en escuelas alemanas se hizo obligatoria. La región, azotada por la guerra volvió a Francia en noviembre de 1944. Debido a los combates en la zona, Lorena es la sede del Lorraine American Cemetery and Memorial, el cementerio de guerra estadounidense más grande de Francia.

## Cultura
En la región sobreviven dos dialectos. 
Fráncico renano lorenés, conocido como francique o platt (lorrain) en francés, es un dialecto alemán hablado por una minoría en la parte septentrional de la región. Este es diferente del vecino idioma alsaciano, aunque los dos a menudo son confudidos. Ninguno tiene reconocimiento oficial.
El lorenés es un dialecto romance hablado por una minoría en la parte meridional de la región.
Como la mayor parte de idiomas regionales de Francia (como el bretón, provenzal, alsaciano y vasco), el lorenés y el fráncico renano lorenés han sido en gran medida reemplazados por el francés con el advenimiento de la escolarización pública obligatoria en los siglos XIX y XX.
Entre la comida y los platos que se relacionan con esta región se encuentran la quiche lorraine, la ciruela Mirabel, el baba au rhum, la bergamota, los macarons o las magdalenas.

### Publicaciones en inglés
- Herrick, Linda & Wendy Uncapher. Alsace-Lorraine: The Atlantic Bridge to Germany. Janesville, WI: 2003.
- Hughes, S. P. (2005) "Bilingualism in North-East France with specific reference to Rhenish Franconian spoken by Moselle Cross-border (or frontier) workers."
- Putnam, Ruth. Alsace and Lorraine: From Cæsar to Kaiser, 58 B.C.-1871 A.D. Nueva York: 1915.